# トムキャットシステム
株式会社トムキャットシステム(TOMCAT SYSTEM)はかつて存在した日本のコンピュータゲームソフト開発会社。東京都目黒区に本社を置いていた。

## 概要
コンピュータゲームソフトの開発請負を主な事業としており、2000年代に入ってからはSIMPLEシリーズ（ディースリー・パブリッシャー）の推理アドベンチャーゲームの開発で知られる。2017年に代表を務める大久保良一が死去したため、解散となった。

## 主な開発タイトル
- サンリオワールドスマッシュボール!
- いただきストリート2 〜ネオンサインはバラ色に〜
- いただきストリート ゴージャスキング
- 激写ボーイ
- 激写ボーイ2〜特ダネ大国ニッポン〜
- THE 推理
- THE 裁判
- THE 鑑識官
- THE 爆弾処理班
- シムアース(SFC版)
- シムアント(SFC版)
- ガリレオ
- ミランドラ
- ザ・モノポリーゲーム2